# Acalypha lundellii
Acalypha lundellii é uma espécie de flor do gênero Acalypha, pertencente à família Euphorbiaceae.